# Firuza (inslagkrater)
Firuza is een inslagkrater op de planeet Venus. Firuza werd in 1997 genoemd naar Firuza, een Perzische meisjesnaam.
De krater heeft een diameter van 6 kilometer en bevindt zich in het quadrangle Meskhent Tessera (V-3).